# Liste von Premieren an der Deutschen Oper Berlin seit 2000

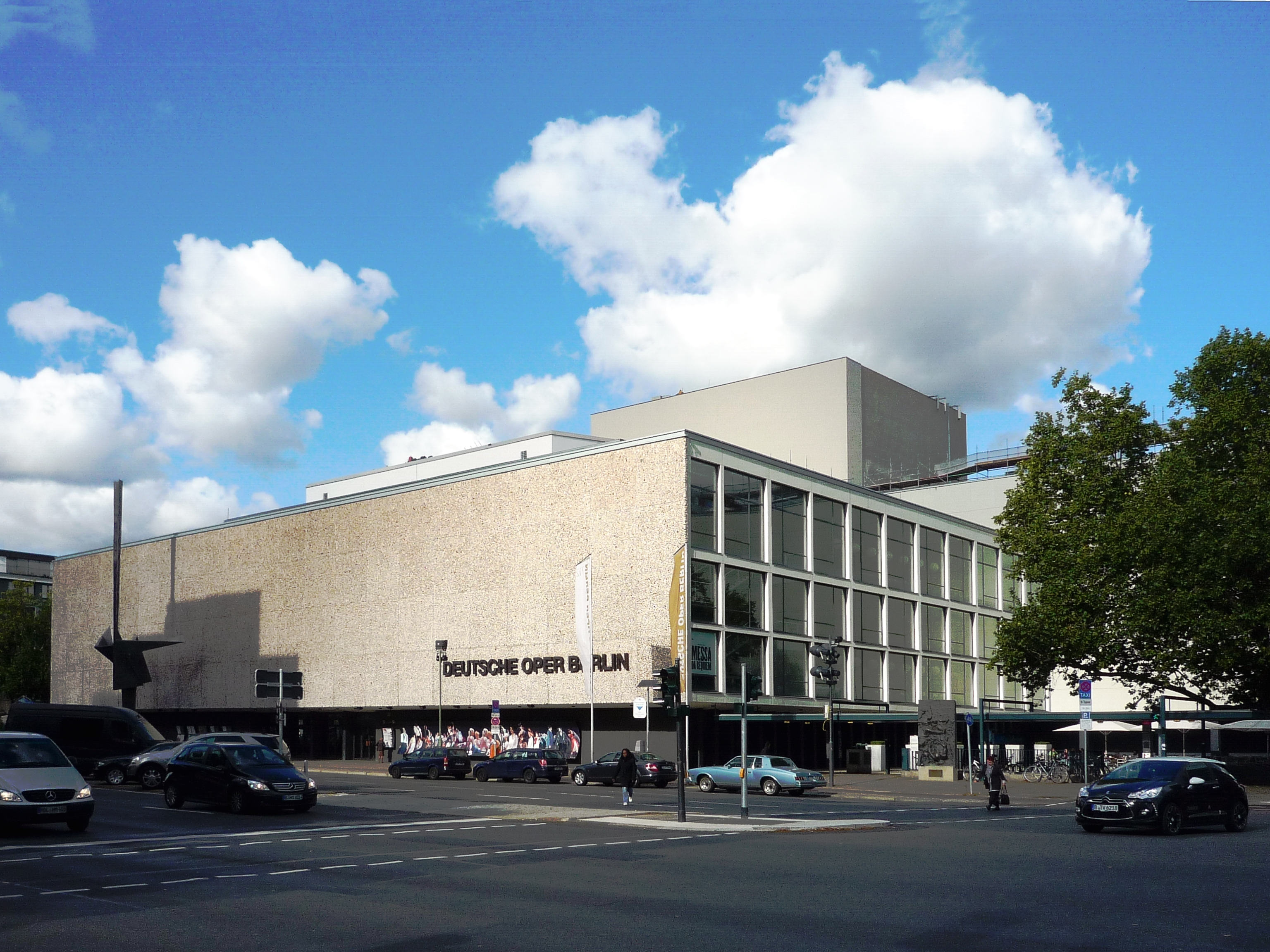
Gebäude der Deutschen Oper in Berlin-Charlottenburg

Die Liste von Premieren an der Deutschen Oper Berlin führt die Premieren auf der Hauptbühne der Deutschen Oper Berlin seit dem Jahr 2000 auf. Einige Jahre sind derzeit noch unvollständig. Sukzessive werden die Premieren in anderen Spielstätten ergänzt.

## Spielzeit 2001/02
- 15. September 2001: Luigi Nono: Intolleranza 1960 (Regie: Peter Konwitschny)
- 03. November 2001: Giuseppe Verdi: Messa da Requiem (Inszenierung: Achim Freyer)
- 18. Januar 2002: Jacques Offenbach: Les contes d’Hoffmann (Inszenierung: Sven-Eric Bechtolf)
- 26. Februar 2002: Ludwig van Beethoven: Fidelio (Inszenierung: Christoph Nel)
- 08. Mai 2002: Luigi Cherubini: Médée (Inszenierung: Karl-Ernst Herrmann, Ursel Herrmann)
- 29. Juni 2002: Olivier Messiaen: Saint François d’Assise (Inszenierung: Daniel Libeskind, Antje Kaiser)

## Spielzeit 2002/03
- 21. September 2002: Jules Massenet: Werther (Inszenierung: Sebastian Baumgarten)
- 24. November 2002: Leoš Janáček: Jenůfa (Inszenierung: Nikolaus Lehnhoff)
- 13. März 2003: Wolfgang Amadeus Mozart: Idomeneo (Inszenierung: Hans Neuenfels)
- 05. April 2003: Richard Strauss: Salome (Inszenierung: Achim Freyer)
- 24. Mai 2003: Gioachino Rossini: Semiramide (Inszenierung: Kirsten Harms)

## Spielzeit 2003/04
- 11. Oktober 2003: Gaetano Donizetti: Don Pasquale (Inszenierung: Jean-Louis Martinoty)
- 19. November 2003: Vincenzo Bellini: I puritani (Inszenierung: John Dew)
- 25. Januar 2004: Erich Wolfgang Korngold: Die tote Stadt (Inszenierung: Philippe Arlaud)
- 27. März 2004: Giacomo Puccini: La fanciulla del West (Inszenierung: Vera Nemirova)
- 24. Juni 2004: ³Leoš Janáček: Die Sache Makropulos (Inszenierung: Nikolaus Lehnhoff)

## Spielzeit 2004/05
- 09. September 2004: Gioachino Rossini: L’equivoco stravagante (konzertant)
- 10. Oktober 2004: Claude Debussy: Pelléas et Mélisande (Inszenierung: Marco Arturo Marelli)
- 19. Dezember 2004: Giacomo Puccini: Manon Lescaut (Inszenierung: Gilbert Deflo)
- 19. Februar 2005: Leoš Janáček: Aus einem Totenhaus (Inszenierung: Volker Schlöndorff)
- 23. April 2005: Pietro Mascagni: Cavalleria rusticana, Ruggero Leoncavallo: Pagliacci (Inszenierung: David Pountney)

## Spielzeit 2005/06
- 07. September 2005: Isabel Mundry: Ein Atemzug – Odyssee (Inszenierung: Reinhild Hoffmann)
- 23. September 2005: Nicholas Maw: Sophie's Choice (Inszenierung: Markus Bothe)
- 08. Januar 2006: Giacomo Puccini: Il trittico (Inszenierung: Katharina Wagner)
- 12. Februar 2006: Richard Strauss: Arabella (Inszenierung: Alexander von Pfeil)
- 22. März 2006: Vincenzo Bellini: La sonnambula (Inszenierung: John Dew)
- 15. April 2006: Wolfgang Amadeus Mozart: Fragmente (Inszenierung: Roland Schwab)

## Spielzeit 2006/07 (Auswahl)
- 15. Oktober 2006: Alberto Franchetti: Germania (Inszenierung: Kirsten Harms)
- 26. November 2006: Giuseppe Verdi: Simon Boccanegra (Inszenierung: Lorenzo Fioroni)
- 24. März 2007: Carl Maria von Weber: Der Freischütz (Inszenierung: Alexander von Pfeil)
- 27. Mai 2007: Alexander von Zemlinsky: Der Traumgörge (Inszenierung: Joachim Schlömer)

## Spielzeit 2007/08 (Auswahl)
- 03. November 2007: Vittorio Gnecchi: Cassandra, Richard Strauss: Elektra (Inszenierung: Kirsten Harms)[1]
- 30. November 2007: Eugen d’Albert: Tiefland (Inszenierung: Roland Schwab)
- 02. März 2008: Giuseppe Verdi: Aida (Inszenierung: Christoper Alden)
- 27. April 2008: Walter Braunfels: Jean D'Arc – Szenen aus dem Leben der Heiligen Johanna (Inszenierung: Anna-Sophie Mahler, Søren Schumacher und Carl Hegemann nach Christoph Schlingensief)

## Spielzeit 2008/09 (Auswahl)
- 13. September 2008: Giacomo Puccini: Turandot (Inszenierung: Lorenzo Fioroni)
- 30. November 2008: Richard Wagner: Tannhäuser und der Sängerkrieg auf Wartburg (Inszenierung: Kirsten Harms)
- 18. Januar 2009: Richard Strauss: Die ägyptische Helena (Inszenierung: Marco Arturo Marelli)
- 08. Februar 2009: Richard Strauss: Ariadne auf Naxos (Inszenierung: Robert Carsen)
- 09. April 2009: Ottorino Respighi: Marie Victoire (Inszenierung: Johannes Schaaf)

## Spielzeit 2009/10 (Auswahl)
- 27. September 2009: Richard Strauss: Die Frau ohne Schatten (Inszenierung: Kirsten Harms)
- 29. November 2009: Gioachino Rossini: Il barbiere di Siviglia (Inszenierung: Katharina Thalbach)
- 24. Januar 2010: Richard Wagner: Rienzi, der Letzte der Tribunen (Inszenierung: Philipp Stölzl)
- 26. März 2010: Hermann Wolfgang von Waltershausen: Oberst Chabert (halbszenisch)
- 30. März 2010: Giuseppe Verdi: Otello (Inszenierung: Andreas Kriegenburg)

## Spielzeit 2010/11 (Auswahl)
- 16. Oktober 2010: Wolfgang Amadeus Mozart: Don Giovanni (Inszenierung: Roland Schwab)
- 05. Dezember 2010: Hector Berlioz: Les Troyens (Inszenierung: David Pountney)
- 23. Januar 2011: Richard Strauss: Die Liebe der Danae (Inszenierung: Kirsten Harms)
- 13. März 2011: Richard Wagner: Tristan und Isolde (Inszenierung: Graham Vick)
- 15. Mai 2011: Camille Saint-Saëns: Samson et Dalila (Inszenierung: Patrick Kinmonth)

## Spielzeit 2011/12 (Auswahl)
- 23. Oktober 2011: Giuseppe Verdi: Don Carlo (Inszenierung: Marco Arturo Marelli)
- 22. Januar 2012: Gioachino Rossini: Tancredi (Inszenierung: Pier Luigi Pizzi)
- 04. März 2012: Leoš Janáček: Jenůfa (Inszenierung: Christof Loy)
- 15. April 2012: Richard Wagner: Lohengrin (Inszenierung: Kaspar Holten)

## Spielzeit 2012/13
- 15. September 2012: Helmut Lachenmann: Das Mädchen mit den Schwefelhölzern (Inszenierung: David Hermann)
- 21. Oktober 2012: Richard Wagner: Parsifal (Inszenierung: Philipp Stölzl)
- 09. Dezember 2013: Sergej Prokofjew: Die Liebe zu den drei Orangen (Inszenierung: Robert Carsen)
- 25. Januar 2013: Benjamin Britten: Peter Grimes (Inszenierung: David Alden)
- 21. April 2013: Giuseppe Verdi: Rigoletto (Inszenierung: Jan Bosse)
- 27. April 2013: Gaetano Donizetti: Lucrezia Borgia (konzertant)
- 19. Juni 2013: Giuseppe Verdi: Attila (konzertant)

## Spielzeit 2013/14
- 08. September 2013: Giuseppe Verdi: Nabucco (Inszenierung: Keith Warner)
- 17. November 2013: Giuseppe Verdi: Falstaff (Inszenierung: Christof Loy)
- 23. Februar 2014: Hector Berlioz: La damnation de Faust (Inszenierung: Christian Spuck)
- 25. April 2014: Gaetano Donizetti: L’elisir d’amore (Inszenierung: Irina Brook)
- 22. Mai 2014: Benjamin Britten: Billy Budd (Inszenierung: David Alden)
- 04. Juni 2014: Gaetano Donizetti: Maria Stuarda (konzertant)
- 18. Juni 2014: Jules Massenet: Werther (konzertant)

## Spielzeit 2014/15
- 09. September 2014: Iannis Xenakis: Oresteia (auf dem Parkdeck, Inszenierung: David Hermann)
- 01. Oktober 2014: Giacomo Meyerbeer: Dinorah oder Die Wallfahrt nach Ploërmel (konzertant)
- 14. Oktober 2014: Richard Strauss: Ariadne auf Naxos (konzertant)
- 05. November 2014: Gaetano Donizetti: Roberto Devereux (konzertant)
- 15. November 2014: Benjamin Britten: The Rape of Lucretia (im Haus der Berliner Festspiele, Inszenierung: Fiona Shaw)
- 25. Januar 2015: Dmitri Schostakowitsch: Lady Macbeth von Mzensk (Inszenierung: Ole Anders Tandberg)
- 08. März 2015: Giacomo Puccini: La rondine (Inszenierung: Rolando Villazón)
- 18. April 2015: Hector Berlioz: Roméo et Juliette (Inszenierung: Sasha Waltz)
- 19. Juni 2015: Charles Gounod: Faust (Inszenierung: Philipp Stölzl)

## Spielzeit 2015/16
- 04. Oktober 2015: Giacomo Meyerbeer: Vasco da Gama (L’Africaine) (Inszenierung: Vera Nemirova)
- 22. November 2015: Giuseppe Verdi: Aida (Inszenierung: Benedikt von Peter)
- 02. Dezember 2015: Gaetano Donizetti: La favorite (konzertant)
- 24. Januar 2016: Richard Strauss: Salome (Inszenierung: Claus Guth)
- 19. Februar 2016: Leoš Janáček: Die Sache Makropulos (Inszenierung: David Hermann)
- 29. Februar 2016: Vincenzo Bellini: I Capuleti e i Montecchi (konzertant)
- 29. Mai 2016: Georg Friedrich Haas: Morgen und Abend (Inszenierung: Graham Vick)
- 07. Mai 2016: Vincenzo Bellini: Norma (konzertant)
- 17. Juni 2016: Wolfgang Amadeus Mozart: Die Entführung aus dem Serail (Inszenierung: Rodrigo García)

## Spielzeit 2016/17
- 25. September 2016: Wolfgang Amadeus Mozart: Così fan tutte (Inszenierung: Robert Borgmann)
- 13. November 2016: Giacomo Meyerbeer: Les Huguenots (Inszenierung: David Alden)
- 19. Februar 2017: Andrea Lorenzo Scartazzini: Edward II. (Inszenierung: Christof Loy)
- 19. März 2017: Benjamin Britten: Death in Venice (Inszenierung: Graham Vick)
- 07. Mai 2017: Richard Wagner: Der fliegende Holländer (Inszenierung: Christian Spuck)
- 17. Juni 2017: Modest Mussorgski: Boris Godunow (Inszenierung: Richard Jones)

## Spielzeit 2017/18
- 27. September 2017: Aribert Reimann: L’invisible (Inszenierung: Vasily Barkhatov)
- 26. November 2017: Giacomo Meyerbeer: Le prophète (Inszenierung: Olivier Py)
- 20. Januar 2018: Georges Bizet: Carmen (Inszenierung: Ole Anders Tandberg)
- 21. Februar 2018: Francesco Cilea: L’Arlesiana (konzertant)
- 18. März 2018: Erich Wolfgang Korngold: Das Wunder der Heliane (Inszenierung: Christof Loy)
- 28. Februar 2018: Johann Strauss: Die Fledermaus (Inszenierung: Rolando Villazón)
- 28. Mai 2018: Gaetano Donizetti: Maria Stuarda (konzertant)
- 15. Juni 2018: Gioachino Rossini: Il viaggio a Reims (Inszenierung: Jan Bosse)

## Spielzeit 2018/19
- 05. Oktober 2018: Alban Berg: Wozzeck (Inszenierung: Ole Anders Tandberg)
- 01. Dezember 2018: Jacques Offenbach: Les contes d’Hoffmann (Inszenierung: Laurent Pelly)
- 26. Januar 2019: Vincenzo Bellini: La sonnambula (Inszenierung: Jossi Wieler, Sergio Morabito)
- 24. März 2019: Alexander von Zemlinsky: Der Zwerg (Inszenierung: Tobias Kratzer)
- 28. April 2019: Detlev Glanert: Oceane (Inszenierung: Robert Carsen)
- 30. Mai 2019: Jules Massenet: Don Quichotte (Inszenierung: Jakop Ahlbom)
- 24. Juni 2019: Ambroise Thomas: Hamlet (konzertant)

## Spielzeit 2019/20
- 04. September 2019: Francesco Cilea: Adriana Lecouvreur (konzertant)
- 08. September 2019: Giuseppe Verdi: La forza del destino (Inszenierung: Frank Castorf)
- 15. November 2019: Chaya Czernowin: Heart Chamber (Inszenierung: Claus Guth)
- 26. Januar 2020: Benjamin Britten: A Midsummer Night’s Dream (Inszenierung: Ted Huffman)
- 12. Juni 2020: Jonathan Dove, Richard Wagner: Das Rheingold (auf dem Parkdeck, Inszenierung: Neil Barry Moss)

## Spielzeit 2020/21
- 27. September 2020: Richard Wagner: Die Walküre (Inszenierung: Stefan Herheim)
- 14. März 2021: Riccardo Zandonai: Francesca da Rimini (Online-Premiere, Inszenierung: Christof Loy)
- 12. Juni 2021: Richard Wagner: Das Rheingold (Inszenierung: Stefan Herheim)

## Spielzeit 2021/22
- 27. August 2021: Mark-Anthony Turnage: Greek (auf dem Parkdeck, Inszenierung: Pınar Karabulut)
- 17. Oktober 2021: Richard Wagner: Götterdämmerung (Inszenierung: Stefan Herheim)
- 12. November 2021: Richard Wagner: Siegfried (Inszenierung: Stefan Herheim)
- 30. Januar 2022: Rued Langgaard: Antikrist (Inszenierung: Ersan Mondtag)
- 20. März 2022: Giuseppe Verdi: Les vêpres siciliennes (Inszenierung: Olivier Py)
- 08. April 2022: Marko Nikodijević: 7 Deaths of Maria Callas (Inszenierung: Marina Abramović)
- 01. Mai 2022: Franz Schreker: Der Schatzgräber (Inszenierung: Christof Loy)
- 12. Juni 2022: Richard Wagner: Die Meistersinger von Nürnberg (Inszenierung: Jossi Wieler, Sergio Morabito)

## Spielzeit 2022/23
- 05. September 2022: Alexander von Zemlinsky: Eine florentinische Tragödie (konzertant)
- 19. September 2022: Charles Mingus: Epitaph (Konzert)
- 19. Oktober 2022: Giorgio Battistelli: Experimentum Mundi (konzertant)
- 20. Oktober 2022: Gioachino Rossini: Semiramide (konzertant)
- 25. November 2022: Ludwig van Beethoven: Fidelio (Inszenierung: David Hermann)
- 29. Januar 2023: Giuseppe Verdi: Simon Boccanegra (Inszenierung: Vasily Barkhatov)
- 18. März 2023: Richard Strauss: Arabella (Inszenierung: Tobias Kratzer)
- 05. Mai 2023: Johann Sebastian Bach: Matthäus-Passion (Inszenierung: Benedikt von Peter)
- 19. Mai 2023: Riccardo Zandonai: Francesca da Rimini (Inszenierung: Christof Loy) (Publikums-Premiere)
- 09. Juni 2023: Giorgio Battistelli: Il teorema di Pasolini (Inszenierung: Dead Centre)
- 15. Juni 2023: Jules Massenet: Hérodiade (konzertant)

## Spielzeit 2023/24
- 30. September 2023: Giacomo Puccini: Il trittico (Inszenierung: Pınar Karabulut)
- 15. Dezember 2023: Gaetano Donizetti: Anna Bolena (Inszenierung: David Alden)
- 27. Januar 2024: George Benjamin: Written on Skin (Inszenierung: Katie Mitchell)
- 09. März 2024: Pjotr Tschaikowski: Pique Dame (Inszenierung: Sam Brown)
- 25. April 2024: Richard Strauss: Intermezzo (Inszenierung: Tobias Kratzer)
- 22. Juni 2024: John Adams: Nixon in China (Inszenierung: Hauen und Stechen)

## Spielzeit 2024/25
- 29. September 2024: Ottorino Respighi: La fiamma (Inszenierung: Christof Loy)
- 23. November 2024: Giuseppe Verdi: Macbeth (Inszenierung: Marie-Ève Signeyrole)
- 26. Januar 2025: Richard Strauss: Die Frau ohne Schatten (Inszenierung: Tobias Kratzer)
- 17. Juli 2025: Kurt Weill, Bertolt Brecht: Aufstieg und Fall der Stadt Mahagonny (Inszenierung: Benedikt von Peter)